# Olonteco
Olonteco är en ort i Mexiko.   Den ligger i kommunen Zacualtipán de Ángeles och delstaten Hidalgo, i den sydöstra delen av landet, 160 km nordost om huvudstaden Mexico City. Olonteco ligger 798 meter över havet och antalet invånare är 384.
Terrängen runt Olonteco är kuperad åt nordost, men åt sydväst är den bergig. Runt Olonteco är det ganska glesbefolkat, med 38 invånare per kvadratkilometer. Närmaste större samhälle är Xochiatipan de Castillo, 18,9 km nordost om Olonteco. Omgivningarna runt Olonteco är en mosaik av jordbruksmark och naturlig växtlighet.